# De Korenbloem (Vriescheloo)
De Korenbloem is een korenmolen in Vriescheloo in het oosten van de provincie Groningen.
De molen stond aanvankelijk als oliemolen in Scheemda, maar werd in 1895 opgebouwd in Vriescheloo als korenmolen. De molen bleef tot na de Tweede Wereldoorlog in gebruik, maar na het plaatsen van een elektromotor werd de molen steeds meer verwaarloosd. In 1973 liet de nieuwe eigenaar, de toenmalige gemeente Bellingwedde, een uitvoerige restauratie uitvoeren. Sindsdien is de molen ieder weekend op vrijwillige basis in bedrijf. De molenaar heeft in de molen een klein winkeltje waar streekproducten en meel en eieren worden verkocht. Naast de molen zijn een theeschenkerij en een pension gevestigd.
Achter/naast de molen staat ook nog een schooltuin van de plaatselijke school.